# Campeonato Europeo de Atletismo en Pista Cubierta de 1989
El XX Campeonato Europeo de Atletismo en Pista Cubierta se celebró en La Haya (Países Bajos) entre el 18 y el 19 de febrero de 1989 bajo la organización de la Asociación Europea de Atletismo (AEA) y la Federación Neerlandesa de Atletismo.
Las competiciones se llevaron a cabo en el pabellón Houtrust de la ciudad holandesa. Participaron 333 atletas de 27 federaciones nacionales afiliadas a la AEA.

## Resultados

### Masculino
| Evento                    | Oro                                                | Plata                                             | Bronce                                      |
| ------------------------- | -------------------------------------------------- | ------------------------------------------------- | ------------------------------------------- |
| 60 m (18.02)              | Andreas Berger · Austria · 6,56 s                  | Matthias Schlicht Alemania Occidental 6,58 s      | Michael Rosswess Reino Unido 6,59 s         |
| 200 m (19.02)             | Ade Mafe Reino Unido 20,92                         | John Regis Reino Unido 21,00                      | Bruno Marie-Rose Francia 21,14              |
| 400 m (19.02)             | Cayetano Cornet · España · 46,21                   | Brian Whittle Reino Unido 46,49                   | Klaus Just Alemania Occidental 46,80        |
| 800 m (19.02)             | Steve Heard Reino Unido 1:48,84                    | Rob Druppers · Países Bajos · 1:48,96             | Joachim Heydgen Alemania Occidental 1:49,75 |
| 1500 m (19.02)            | Hervé Phélippeau Francia 3:47,42                   | Han Kulker · Países Bajos · 3:47,57               | Sergéi Afanasiev Unión Soviética 3:47,63    |
| 3000 m (19.02)            | Dieter Baumann Alemania Occidental 7:50,43         | Abel Antón · España · 7:51,88                     | Jacky Carlier Francia 7:52,23               |
| 60 m vallas (19.02)       | Colin Jackson Reino Unido 7,59                     | Holger Pohland República Democrática Alemana 7,65 | Philippe Tourret Francia 7,67               |
| Salto de altura (19.02)   | Dietmar Mögenburg Alemania Occidental 2,33 m       | Dalton Grant Reino Unido 2,33 m                   | Alexéi Yemelin Unión Soviética 2,30 m       |
| Salto con pértiga (19.02) | Grigori Yegorov Unión Soviética 5,75               | Igor Potapovich Unión Soviética 5,75              | Mirosław Chmara · Polonia · 5,70            |
| Salto de longitud (19.02) | Emiel Mellaard · Países Bajos · 8,14               | Antonio Corgos · España · 8,12                    | Frans Maas · Países Bajos · 8,11            |
| Salto triple (18.02)      | Nikolái Musiyenko Unión Soviética 17,29            | Volker Mai República Democrática Alemana 17,03    | Milán Mikuláš Checoslovaquia 16,93          |
| Peso (18.02)              | Ulf Timmermann República Democrática Alemana 21,68 | Karsten Stolz Alemania Occidental 20,22           | Georg Andersen · Noruega · 20,22            |
| 5000 m marcha (19.02)     | Mijaíl Shchennikov Unión Soviética 18:35,60        | Roman Mrázek Checoslovaquia 18:40,11              | Giovanni De Benedictis · Italia · 18:43,45  |

### Femenino
| Evento                    | Oro                                                 | Plata                                                | Bronce                                     |
| ------------------------- | --------------------------------------------------- | ---------------------------------------------------- | ------------------------------------------ |
| 60 m (18.02)              | Nelli Fiere · Países Bajos · 7,15 s                 | Laurence Bily Francia 7,19 s                         | Sisko Hanhijoki · Finlandia · 7,23 s       |
| 200 m (19.02)             | Marie-José Pérec Francia 23,21                      | Regula Anliker-Aebi · Suiza · 23,38                  | Sabine Tröger · Austria · 23,70            |
| 400 m (19.02)             | Sally Gunnell Reino Unido 52,04                     | Marina Shmonina Unión Soviética 52,36                | Anita Protti · Suiza · 52,57               |
| 800 m (19.02)             | Doina Melinte · Rumania · 1:59,89                   | Ellen Kießling República Democrática Alemana 2:01,24 | Tatiana Grebenchuk Unión Soviética 2:01,36 |
| 1500 m (19.02)            | Paula Ivan · Rumania · 4:07,16                      | Marina Yachmeneva Unión Soviética 4:07,77            | Svetlana Kitova Unión Soviética 4:08,36    |
| 3000 m (19.02)            | Elly van Hulst · Países Bajos · 9:10,01             | Nicki Morris Reino Unido 9:12,37                     | Maricica Puică · Rumania · 9:15,49         |
| 60 m vallas (19.02)       | Yordanka Donkova Bulgaria 7,87                      | Ludmila Narozhilenko Unión Soviética 7,94            | Gabriele Lippe Alemania Occidental 7,96    |
| Salto de altura (18.02)   | Alina Astafei · Rumania · 1,96 m                    | Hanne Haugland · Noruega · 1,96 m                    | Maryse Ewanje-Epée Francia 1,91 m          |
| Salto de longitud (18.02) | Galina Chistiakova Unión Soviética 6,98             | Iolanda Chen Unión Soviética 6,86                    | Ringa Ropo-Junnila · Finlandia · 6,62      |
| Peso (.02)                | Stephanie Storp Alemania Occidental 20,30           | Heike Hartwig República Democrática Alemana 20,03    | Iris Plotzitzka Alemania Occidental 19,79  |
| 3000 m marcha (19.02)     | Beate Anders República Democrática Alemana 12:21,91 | Ileana Salvador · Italia · 12:32,40                  | Maria Reyes Sobrino · España · 12:39,50    |

## Medallero
| Núm. | País           | Oro | Plata | Bronce | Total |
| ---- | -------------- | --- | ----- | ------ | ----- |
| 1    | URSS           | 4   | 5     | 4      | 13    |
| 2    | Reino Unido    | 4   | 4     | 1      | 9     |
| 3    | RFA            | 3   | 2     | 4      | 9     |
| 4    | Países Bajos   | 3   | 2     | 1      | 6     |
| 5    | Rumania        | 3   | 0     | 1      | 4     |
| 6    | RDA            | 2   | 4     | 0      | 6     |
| 7    | Francia        | 2   | 1     | 4      | 7     |
| 8    | España         | 1   | 2     | 1      | 4     |
| 9    | Austria        | 1   | 0     | 1      | 2     |
| 10   | Bulgaria       | 1   | 0     | 0      | 1     |
| 11   | Checoslovaquia | 0   | 1     | 1      | 2     |
| 11   | Italia         | 0   | 1     | 1      | 2     |
| 11   | Noruega        | 0   | 1     | 1      | 2     |
| 11   | Suiza          | 0   | 1     | 1      | 2     |
| 15   | Finlandia      | 0   | 0     | 2      | 2     |
| 16   | Polonia        | 0   | 0     | 1      | 1     |
|      | TOTAL          | 24  | 24    | 24     | 72    |